# 仁里村 (歙县)
仁里村又名敦仁里，是中国安徽省黄山市歙县北乡富堨镇下辖的一个行政村，现有13个村民小组，人口为1143人。仁里村在富堨镇北端两条山脉古城山脉与莲花山脉交汇处的半山腰，海拔240米，离县城13公里。经济以种植柑桔、青梅、茶叶为主。
仁里建村于宋徽宗宣和四年（公元1122年），适逢方腊造反，郑姓迁居于此，已有900余年。。明代程姓37世祖程仁里自休宁古城岩迁此，后来又有其他姓氏迁入共居一村，各自建有宗祠。2019年6月6日，歙县仁里村被评为第五批中国传统村落。
仁里村拥有1处安徽省文物保护单位：仁里程氏宗祠（德善堂，8-148，2019年）。